# Прапор Краснокутського району
Пра́пор Красноку́тського райо́ну затверджений 14 червня 2006 рішенням III сесії V скликання Краснокутської районної ради.

## Опис
Прапор району є прямокутним полотнищем малинового кольору із співвідношенням ширини до довжини прапора — 2:3. У центрі прапора розміщене зображення герба району. Висота гербового щита дорівнює 1/2 ширини прапора. Прапор району двосторонній.
Навершя древка є металевим конусом з висотою, рівною 1/10 ширини прапора, основа конуса дорівнює двом діаметрам древка, закріплюється на циліндричній основі висотою, рівною 1/20 ширини прапора.
Еталонний зразок прапора міститься в кабінеті голови Краснокутської районної ради